# Blanca Suárez
Blanca Martínez Suárez (Madrid, 21 oktober 1988) is een Spaans actrice. 

## Opleiding
Suárez studeerde Audiovisuele Communicatie aan de Universidad Rey Juan Carlos in haar geboortestad Madrid.

## Loopbaan
Suárez maakte in 2007 haar debuut als actrice in de televisieserie El internado op de Spaanse zender Antena 3. Vervolgens speelde ze in diverse series en films. Haar twee bekendste films zijn La piel que habito (2011) en Los amantes pasajeros (2013), beide van Pedro Almodóvar. Haar rol in eerstgenoemde film leverde Suárez een nominatie op voor de Goya-prijs van beste nieuwe actrice. Voor haar rol in de tweede film werd ze onderscheiden met de "Trophée Chopard" voor vrouwelijke revelatie van het jaar op het Filmfestival van Cannes. Sinds 2017 speelt ze de hoofdrol in de Netflix-serie Las chicas del cable. 